# San Juan (La Unión)
San Juan  (Bayan ng  San Juan) es un municipio filipino de segunda categoría, situado en la isla de Luzón y perteneciente a  la provincia de La Unión en la Región Administrativa de Ilocos, también denominada Región I.

## Barangays
San Juan se divide, a los efectos administrativos, en 41  barangayes o barrios, conforme a la siguiente relación:
| - Allangigan - Aludaid - Bacsayan - Balballosa - Bambanay - Bugbugcao - Caarusipan - Cabaroan - Cabugnayan - Cacapian | - Caculangan - Calincamasan - Casilagan - Catdongan - Dangdangla - Dasay - Dinanum - Duplas - Guinguinabang - Ili del Norte (Población) | - Ili del Sur (Población) - Legleg - Lubing - Nadsaag - Nagsabaran - Naguirangan - Naguituban - Nagyubuyuban - Oaquing - Pacpacac | - Pagdildilan - Panicsican - Quidem - San Felipe - Santa Rosa - Santo Rosario - Saracat - Sinapangan - Taboc - Talogtog - Urbiztondo |  |

## Historia
En 1582 los agustinos  establecen la misión de San Juan en la que luego sería Arquidiócesis de Nueva Segovia.
Se estableció un convento agustino, alcanzando la ciudad una población de 6.000 almas. Su primer párroco fue Fray Agustín Niño.
Antiguamete era San Juan anejo de Bagnotan, y en el año de 1807 fue erigido en jurisdicción particular comprendiendo 37 barrios donde habitaban 5.405 almas de las cuales tributaban 909. Se recaudaban 9.980 reales de plata.